# Euxootera ageta
Euxootera ageta är en fjärilsart som beskrevs av Fletcher 1963. Euxootera ageta ingår i släktet Euxootera och familjen nattflyn. Inga underarter finns listade i Catalogue of Life.